# Nančang Q-5
Nančang Q-5 tudi A-5 (kitajsko: 强-5; pinjin: Qiang-5; NATO oznaka: Fantan) je kitajski dvomotorni reaktivni jurišnik. Zasnovan na podlagi MiGa-19, oziroma njegove kitajske verzije Šenjang J-6. Q-5 je primarno namenjen podpori kopenskih enot.
V primerjavi z MiGom-19 (J-6) ima Q-5 daljši trup, vstopnike pri straneh trupa in notranji prostor za bombe. Oba Q-5 in J-6 uporabljata iste turboreaktivne motorje Liming Vopen WP-6 A (WP-6). V notranjosti lahko prevaža do 1000 kg bomb in dodatnih 1000 kg na zunanjih nosilcih. Notranji prostor se velikokrat uporablja za dodatne rezervoraje za gorivo. Možna je bila tudi oborožitev z jedrsko bombo. 
Prototip je bil končan leta 1960, vendar so zaradi političnega vmešavanja leta 1961 projekt preklicali in ga leta 1963 ponovno zagnali. Prvi let je bil 4. junija 1965, serijska proizvodnja se je začela leta 1969. Zgradili so okrog 1300 letal. 
Izvozni uporabniki so bili Pakistan, Bangladeš, Mjanmar in Severna Koreja.

## Specifikacije (Q-5D)
Podatki iz Wilson
Splošne karakteristike
- Posadka: 1
- Dolžina: 15,65 m (51 ft 4 in)
- Razpon kril: 9,68 m (31 ft 9 in)
- Višina: 4,33 m (14 ft 3 in)
- Površina kril: 27,95 m² (300,9 ft²)
- Teža praznega letala: 6375 kg (14050 lb)
- Naložena teža: 9486 kg (20910 lb)
- Maks. vzletna teža: 11830 kg (26080 lb)
- Pogon letala: 2 × Vopen-6A turboreaktivni motor z dodatnim zgorevanjem
  - Potisk motorjev (suh): 29,42 kN (6614 lbf)  vsak
  - Potisk motorjev z dodatnim zgorevanjem: 36,78 kN (8267 lbf) vsak

 Zmogljivost 
- Maks. hitrost: Mach 1,12 (653 vozlov, 752 mph, 1210,23 km/h)
- Doseg: 2000 km (1100 nmi, 1.200 mi (1.900 km))
- Bojni radij: **Način nizko-nizko-nizko: 400 km (250 mi) z maks. tovorom
  - Način visoko-nizko-visoko: 600 km (370 mi) (320 nmi, 370 mi (600 km))
- Višina leta: 16500 m (54133,9 ft)
- Hitrost vzpenjanja: 103 m/s (20300 ft/min)
- Obremenitev kril: 423,3 kg/m² (86,7 lb/ft²)
- Razmerje potisk/teža: 0,63

Oborožitev

- Strelno orožje: 2× Norinco Type 23-2K 23 mm (0.906 in) avtomatski top, 100 navojev vsak
- Nosilci za orožje: 10 (4× pod trupom, 6× pod krili) s kapaciteto 2.000 kg (4.400 lb)
- Rakete: 57 mm, 90 mm, 130 mm nevodene rakete
- Izstrelki: PL-2, PL-5, PL-7 rakete zrak-zrak
- Bombe: **50 kg (110 lb), 150 kg (330 lb), 250 kg (550 lb), 500 kg (1.100 lb) prostopadajoče bomb
  - BL755 kasetne bombe
  - Matra Durandal bombe za uničevanje letalskih stez
- Drugo:
  - Rezervoarji za gorivo: 105 U.S. gal (400 L), 200 U.S. gal (760 L), 300 U.S. gal (1.100 L)